# راه شیری (فیلم ۲۰۰۰)
«کهکشان راه شیری» (بوسنیایی: Mliječni put) یک فیلم است که در سال ۲۰۰۰ منتشر شد.